# Mistrzostwa Ameryki w Piłce Ręcznej Mężczyzn 1983
Mistrzostwa Ameryki w Piłce Ręcznej Mężczyzn 1983 – trzecie mistrzostwa Ameryki w piłce ręcznej mężczyzn, oficjalny międzynarodowy turniej piłki ręcznej o randze mistrzostw kontynentu organizowany przez PATHF mający na celu wyłonienie najlepszej męskiej reprezentacji narodowej w Ameryce. Odbył się w styczniu 1984 roku w Colorado Springs. Tytułu zdobytego w 1981 roku broniła reprezentacja Kuby. Mistrzostwa były jednocześnie eliminacjami do IO 1984.
W turnieju ponownie zwyciężyli Kubańczycy, którzy jednak zbojkotowali odbywające się w USA igrzyska olimpijskie. Ich miejsce w olimpijskich zawodach otrzymali Kanadyjczycy, lecz również i oni zrezygnowali z udziału w nich, tak więc amerykańskie miejsce ostatecznie przypadło reprezentacji Korei Południowej.

## Uczestnicy
- Kuba
- Stany Zjednoczone
- Kanada
- Brazylia
- Meksyk
- Portoryko

## Częściowe wyniki
| 13 stycznia 1984 | Kanada | 20:12(9:5) | Meksyk | Colorado Springs |
| 13 stycznia 1984 |        | 20:12(9:5) |        | Colorado Springs |

| 13 stycznia 1984 | Stany Zjednoczone | 49:7(24:2) | Portoryko | Colorado Springs |
| 13 stycznia 1984 |                   | 49:7(24:2) |           | Colorado Springs |

| 15 stycznia 1984 | Brazylia | 18:13 | Meksyk | Colorado Springs |
| 15 stycznia 1984 |          | 18:13 |        | Colorado Springs |

| 15 stycznia 1984 | Stany Zjednoczone | 21:15 | Kanada | Colorado Springs |
| 15 stycznia 1984 |                   | 21:15 |        | Colorado Springs |

| 17 stycznia 1984 | Stany Zjednoczone | 22:13 | Meksyk | Colorado Springs |
| 17 stycznia 1984 |                   | 22:13 |        | Colorado Springs |

| 22 stycznia 1984 | Kanada | 25:21 | Brazylia | Colorado Springs |
| 22 stycznia 1984 |        | 25:21 |          | Colorado Springs |

| 26 stycznia 1984 | Kuba | 19:19 | Stany Zjednoczone | Colorado Springs |
| 26 stycznia 1984 |      | 19:19 |                   | Colorado Springs |

## Medaliści
| Miejsce | Reprezentacja     | Uwagi          |
| ------- | ----------------- | -------------- |
| złoto   | Kuba              | awans: IO 1984 |
| srebro  | Stany Zjednoczone | -              |
| brąz    | Kanada            | awans: IO 1984 |